# Tam Hiệp, Thanh Trì
Tam Hiệp là một xã của huyện Thanh Trì thành phố Hà Nội, Việt Nam.

## Vị trí
Tam Hiệp nằm ở phần phía Bắc huyện Thanh Trì, tiếp giáp với phường Hoàng Liệt quận Hoàng Mai. Phía Tây Bắc giáp xã Thanh Liệt, phía Tây Nam giáp xã Tả Thanh Oai, phía Nam giáp xã Vĩnh Quỳnh, phía Đông giáp thị trấn Văn Điển (đều là các xã và thị trấn của huyện Thanh Trì). Trên đất xã Tam Hiệp có con sông Tô Lịch chảy ngang qua từ phía xã Thanh Liệt sang phía thị trấn Văn Điển. Phía Nam của xã là đường 70 Văn Điển-Hà Đông (đối diện với nghĩa trang Văn Điển).
Tam Hiệp ngày nay gồm các thôn: Huỳnh Cung, Tựu Liệt, Yên Ngưu.
Trên địa bàn xã có nhà máy Phân lân Văn Điển, nhà máy Pin Hà nội, nhà máy Gạch Đại la, Bệnh viện K, Bệnh viện Đa khoa Thăng long.

## Lịch sử
Vào đầu thời nhà Nguyễn, phần đất xã Tam Hiệp ngày nay thuộc các xã, thôn của hai tổng Quang Liệt (thôn Tự Liệt) và Cổ Điển (2 thôn Huỳnh Cung, Yên Ngưu) huyện Thanh Trì phủ Thường Tín trấn Sơn Nam Thượng. Năm 1831, vùng đất Tam Hiệp ngày nay cùng với cả phủ Thường Tín được chuyển sang thuộc tỉnh Hà Nội. Làng Huỳnh Cung của xã là nơi Chu Văn An từng mở trường dạy học (nơi xuất hiện câu truyện thần thoại Học trò thủy thần).
Tại Nghĩa trang Văn Điển trên đất xã Tam Hiệp, vào năm 1962 các nhà khảo cổ đã phát hiện và khai quật (các năm 1962, 1964, 1966) một di chỉ khảo cổ thuộc thời đại hậu kỳ đồ đá mới, có niên đại từ 4000-3500 năm trước thuộc văn hóa Phùng Nguyên, đặt tên là di chỉ Văn Điển.